# Hovhannes Harutyunyan
Hovhannes Harutyunyan (in armeno Հովհաննես Հարությունյան?; 25 maggio 1999) è un calciatore armeno, centrocampista del Noah.

## Carriera

### Club
Esordisce a livello professionistico col P'yownik nel 2016, prima di passare un breve periodo in Slovacchia con la maglia dello Zemplín Michalovce, rimanendovi fino al 2019. Successivamente, si trasferisce da svincolato all'Ararat-Armenia, rimanendovi per un anno e mezzo, vincendo un campionato nazionale e una supercoppa. Nel mercato invernale del 2021, torna nuovamente al P'yownik.

### Nazionale
Dopo aver giocato nelle selezioni giovanili Under-17, Under-19 e Under-21, viene convocato in nazionale maggiore nel 2022 dal CT Joaquín Caparrós. Esordisce il 24 marzo 2022 in un match amichevole contro il Montenegro, vinto 1-0.

## Palmarès

### Club

#### Competizioni nazionali
- Supercoppa d'Armenia: 2

Ararat-Armenia: 2019, 2024
- Campionato armeno: 3

Ararat-Armenia: 2019-2020
P'yownik: 2021-2022, 2023-2024